# Cophixalus tenuidactylus
Espèce
Cophixalus tenuidactylus est une espèce d'amphibiens de la famille des Microhylidae.

## Répartition
Cette espèce est endémique de la province d'Enga en Papouasie-Nouvelle-Guinée. Elle se rencontre de 2 900 à 3 300 m d'altitude.

## Description
Les mâles mesurent de 18,4 à 20,3 mm et les femelles de 20,9 à 23,5 mm.

## Publication originale
- Günther & Richards, 2012 : Five new microhylid frog species from Enga Province, Papua New Guinea, and remarks on Albericus alpestris (Anura, Microhylidae). Vertebrate Zoology, vol. 61, no 3, p. 343-372 (texte intégral).